# Edward Victor Appleton

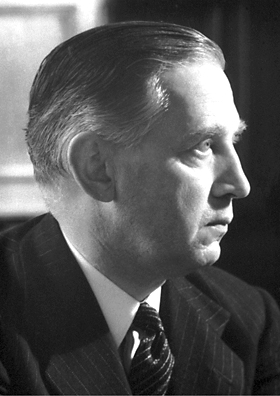
Edward Victor Appleton

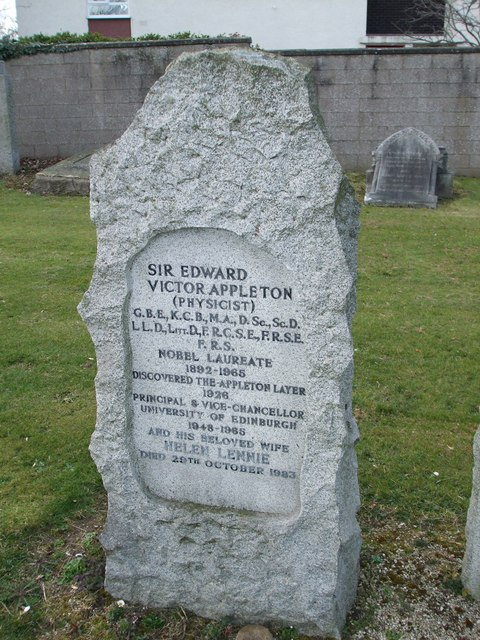
Appletons Grab in Edinburgh

Sir Edward Victor Appleton (* 6. September 1892 in Bradford; † 21. April 1965 in Edinburgh) war ein britischer Physiker.

## Leben
Appleton wurde in Bradford bei West Yorkshire geboren. Er besuchte die Hanson Grammar School. Im Alter von 18 gewann er ein Stipendium für das St John’s College der Universität Cambridge. Er schloss sein Studium mit erstklassigen Noten in den Bereichen der Naturwissenschaften ab.
Während des Ersten Weltkriegs trat er in das Duke of Wellington’s Regiment ein, später wurde er zu den Royal Engineers versetzt. Nachdem Appleton vom aktiven Dienst aus dem Krieg zurückgekehrt war, wurde er 1920 Assistent für Experimentalphysik am Cavendish-Laboratorium. Zwischen 1924 und 1936 war er Professor für Physik an der Universität London und anschließend bis 1939 Professor für Naturphilosophie (Naturwissenschaften) an der Universität Cambridge.
Im Jahr 1924 entdeckte Appleton die 1902 von Arthur Edwin Kennelly und Oliver Heaviside vorhergesagte, Radiowellen reflektierende Schicht der Ionosphäre (E-Schicht, Kennelly-Heaviside-Schicht). Zwischen 1939 und 1949 bekleidete Edward Appleton das Amt eines Sekretärs beim Department of Scientific and Industrial Research. 1941 wurde er geadelt.
Appleton erhielt 1947 den Nobelpreis für Physik für seine wichtigen Beiträge zum Verständnis der Ionosphäre. Die dabei benutzte Technik führte unter anderem zur Entwicklung des Radars.

## Ehrungen und Mitgliedschaften
Von 1949 bis zu seinem Tod 1965 war er Dekan und Vizekanzler der University of Edinburgh.
Edward Victor Appleton war seit 1922 Mitglied im Bund der Freimaurer. Seine Loge (Isaac Newton Lodge No.859) ist in  Cambridge ansässig.
Appleton war ab 1927 Mitglied der Royal Society und ab 1936 ein Ehrenmitglied der American Academy of Arts and Sciences. 1934 wurde er korrespondierendes Mitglied der Preußischen Akademie der Wissenschaften und nach dem Zweiten Weltkrieg der Deutschen Akademie der Wissenschaften zu Berlin. 1947 wurde er zum Fellow der Royal Society of Edinburgh gewählt. 1948 wurde er Mitglied der Päpstlichen Akademie der Wissenschaften.
1974 wurde die Radio Research Station zu Ehren von Appleton und Ernest Rutherford umbenannt in Rutherford Appleton Laboratory.
Ein Mondkrater und die Appleton-Schicht sind nach ihm benannt.